# Tlenek toru(IV)
Tlenek toru(IV), dwutlenek toru – nieorganiczny związek chemiczny z grupy tlenków, w którym tor występuje na IV stopniu utlenienia.

## Budowa cząsteczki
Krystalizuje w układzie regularnym, kryształy o strukturze fluorytu, grupa przestrzenna Fm3m.

## Występowanie
W przyrodzie występuje naturalnie w postaci minerału - torianitu. Wchodzi także w skład monacytu.

## Otrzymywanie

### Skala przemysłowa
Dwutlenek toru jest głównie otrzymywany z azotanu toru z pomocą kwasu szczawiowego:
Th(NO
3)
4 + 2H
2C
2O
4·6H
2O  →  Th(C
2O
4)
2·6H
2O + 4HNO
3 + 6H
2O
Otrzymany w powyższej reakcji szczawian toru poddawany jest wieloetapowemu rozkładowi termicznemu. Sumaryczna reakcja wygląda następująco:
Th(C
2O
4)
2·6H
2O  →  ThO
2 + 6H
2O + 2CO
2 + 2CO
Właściwości otrzymanego produktu zależą od warunków początkowych syntezy i przebiegu procesu dekompozycji termicznej.

### Skala laboratoryjna
Powstaje również przy ogrzewaniu metalicznego toru w powietrzu:
Th + O
2  →  ThO
2

## Właściwości

### Właściwości fizyczne
Materiał ceramiczny o twardości 6,5 w skali Mohsa, ogniotrwały. Radioaktywny, jak wszystkie inne związki toru.

### Właściwości chemiczne
Nie reaguje z zimnymi kwasami i zasadami. Podgrzewając ThO
2 ze stężonym kwasem siarkowym otrzymuje się siarczan toru:
ThO
2 + 2H
2SO
4  →  Th(SO
4)
2 + 2H
2O
Wykorzystywany w otrzymywaniu metalicznego toru w wysokotemperaturowej redukcji ciekłym wapniem:
ThO
2 + 2Ca  →  Th + 2CaO
Z tlenku toru(IV) otrzymuje się chlorek toru(IV), poprzez ogrzewanie ThO
2 w gazowym chlorze i tlenku węgla:
ThO
2 + 2CO + 2Cl
2  →  ThCl
4 + 2CO
2

## Zastosowanie

### Paliwo jądrowe
Dwutlenek toru może być wykorzystywany w energetyce jądrowej jako materiał paliworodny, zazwyczaj w postaci pastylek. Z głównego izotopu toru, 232
Th, otrzymuje się rozszczepialny izotop uranu 233
U w wyniku bombardowania neutronami:
232
Th + 1
n  →  233
Th + β−
  →  233
Pa + β−
   →  233
U
Tor nie był wykorzystywany komercyjnie jako paliwo ze względu na wystarczalność dotychczasowych zapasów uranu. W XXI w. zwiększyło się zainteresowanie torem w energetyce jądrowej ze względu na:
- mniejsze ryzyko wykorzystania 233
U w broni jądrowej[16][17];
- bardziej korzystne właściwości fizyczne i chemiczne ThO
2 w porównaniu z tlenkiem uranu[16][17];
- generowanie aktynowców o krótszym okresie półtrwania niż w uranowym cyklu paliwowym[16].

Szacuje się, że tor występuje w naturze ok. 3-4 raza częściej niż uran.
Niektóre z problemów w wykorzystaniu toru jako paliwa jądrowego to:
- niska rozpuszczalność ThO
2 w HNO
3[16];
- wysoki poziom promieniowania gamma od produktów rozpadu 233
U[16], przez co utylizacja i ponowne wykorzystanie zużytego paliwa torowego jest bardziej skomplikowane niż dla uranu[17]
- konieczność dopasowania systemów kontroli istniejących reaktorów do nowego surowca[17].

### Kataliza
Wykorzystywany w otrzymywaniu kwasu azotowego z amoniaku (metoda Ostwalda), produkcji kwasu siarkowego i krakingu ropy naftowej. Może również pełnić rolę katalizatora w syntezie organicznej. Przykładowo, ogrzany ThO
2 katalizuje reakcję utlenienia par metanolu do eteru dimetylowego:
2CH
3OH  →  (CH
3)
2O + H
2O
Stosowany w metodzie syntezy makrocykli Ružički (dekarboksylacji wewnątrzcząsteczkowej):
Współcześnie, w większości przypadków zamiast tlenku toru wykorzystuje się tańsze katalizatory, np. oparte na metalach ziem rzadkich.

### Produkcja szkła
Dodany do szkła dwutlenek toru pomaga zwiększyć jego współczynnik załamania i zmniejszyć dyspersję. Takie szkło znajduje zastosowanie w wysokiej jakości soczewkach, używanych w instrumentach naukowych i aparatach fotograficznych. Na przestrzeni lat promieniowanie z tych soczewek może je przyciemnić i sprawić, że zżółkną, a także zniszczyć film, jeśli znajdował się w aparacie przez dłuższy czas. Częściej niż dwutlenek toru stosowane są w tym celu tlenki metali ziem rzadkich, takie jak tlenek lantanu, ponieważ zapewniają one podobne efekty i nie są radioaktywne.

### Ceramika
Ze względu na niereaktywność i wysoką temperaturę topnienia, tygle z dwutlenku toru z dodatkiem dwutlenku cyrkonu są wykorzystywane do topienia czystych metali w temperaturze 2300 °C. Stanowi ok. 10% przezroczystego materiału ceramicznego Yttralox.

### Radiologia
Dawniej wykorzystywany jako środek kontrastujący w radiologii pod nazwą Thorotrast, obecnie zastąpiony przez nieradioaktywne substancje. Stosowanie odczynnika wiązało się ze stukrotnym wzrostem ryzyka zachorowań na nowotwory (m.in. naczyniakomięsaki śledziony i wątroby, raka wątrobowokomórkowego i raka dróg żółciowych).

### Lampy gazowe
Dwutlenek toru znalazł zastosowanie w lampach gazowych. Siatka ThO
2 umieszczona w płomieniu lampy zwiększa jego jasność. Zjawisko to zostało odkryte w 1892 roku przez austriackiego chemika Carla Auera von Welsbacha. Nawet w latach 80. szacowano, że ok. połowa produkowanego toru była wykorzystywana w tym celu.